# Ꚓ (слово ћирилице)
Ꚓ ꚓ (Ꚓ ꚓ; укосо: Ꚓ ꚓ) је слово ћириличног писма. Зове се Тч. Облик слова је настао као лигатура ћириличких слова Т (Т т) и Ч (Ч ч). 
Ꚓ се користи у староабхаском писму, где представља палато-алвеоларну избацивачку африкату /тʃʼ/. Тч се такође користи у старом писму комског језика.
Слово Ꚓ одговара слову Ҷ.

## Рачунарски кодови
| Знак                      | Ꚓ                            | Ꚓ                            | ꚓ                          | ꚓ                          |
| ------------------------- | ---------------------------- | ---------------------------- | -------------------------- | -------------------------- |
| Назив у Уникоду           | CYRILLIC CAPITAL LETTER TCHE | CYRILLIC CAPITAL LETTER TCHE | CYRILLIC SMALL LETTER TCHE | CYRILLIC SMALL LETTER TCHE |
| Врста кодирања            | децимална                    | хексадецимална               | децимална                  | хексадецимална             |
| Уникод                    | 42642                        | U+A692                       | 42643                      | U+A693                     |
| UTF-8                     | 234 154 146                  | EA 9A 92                     | 234 154 147                | EA 9A 93                   |
| Нумеричка референца знака | &#42642;                     | &#xA692;                     | &#42643;                   | &#xA693;                   |

## Слична слова
• Ҷ ҷ : Ћириличко слово Ч са силазницом.
• Ч ч : Ћириличко слово Ч.
• Č č : Латиничко слово C са кароном.
• Ç ç : Латиничко слово C са седилом.
• Т т : Ћириличко слово Т.
• T t : Латиничко слово T.